# Pretzier
Pretzier è una frazione della città tedesca di Salzwedel.

## Storia
Il 1º gennaio 1992 venne aggregato al comune di Pretzier il comune di Königstedt.